# Gnaphalopoda piceus
Gnaphalopoda piceus är en skalbaggsart som beskrevs av Thomas Broun 1886. Gnaphalopoda piceus ingår i släktet Gnaphalopoda och familjen Melolonthidae. Inga underarter finns listade i Catalogue of Life.